# Московские новости
«Московские новости» (укр. «Московські новини») — радянська і російська суспільно-політична газета, що видавалася до 2014 року. За радянських часів газета друкувалася також в США, Ізраїлі, Німеччині та Австралії, і всього поширювалася в 54 країнах світу.

## Історія створення
Газета «Московские новости» створювалася як видання для іноземних фахівців, що працюють у СРСР. Тому спочатку створили її англомовну версію: 5 жовтня 1930 р. під егідою Всесоюзного товариства культурних зв'язків із закордоном почала видаватися газета «Moscow daily news» (безпосередній засновник газети — американська «ліва» журналістка Ганна Луїза Стронг, завідувачка іноземного відділу — англійська комуністка Роза Морісівна Коен).
У 1949 р. під час боротьби з «космополітами» газета була закрита, а її редактор Михайло Маркович Бородін був засуджений у «справі Єврейського антифашистського комітету» і відправлений у виправно-трудовий табір в Сибіру, де 29 травня 1951 р. помер (за іншими даними, помер в Лефортовській в'язниці). Видання газети було відновлено тільки в 1956 році.

## Головні редактори
- 1932—1949 — Михайло Бородін (Moscow daily news)
- 1960—1980 — Яків Ломко
- 1980—1983 — Микола Єфімов (перший головний редактор російськомовної версії газети)
- 1983—1986 — Геннадій Герасимов
- Август 1986 — серпень 1991[1] — Єгор Яковлєв
- 1991—1995 — Лєн Карпінський
- 1995—2003 — Віктор Лошак
- 2003—2005 — Євген Кисельов (головний редактор і в останній рік генеральний директор, з 2003 до березня 2005 — генеральний директор Кирило Легат)[2]
- Липень — жовтень 2005 — Сергій Гризунов (нар. 23 липня 1949; генеральний директор); в. о. головного редактора — Ольга Тимофєєва
- 2006—2007 — Віталій Третьяков
- 2011—2014 — Володимир Гуревич (головний редактор сайту mn.ru — Олександр Богомолов)

## Адреси редакції
- 1956—2003 — Москва, Страстной бульвар, 16/2 (угол Страстного бульвара и Тверской улицы)[3];
- 2003—2006 — Москва, Загородное шоссе, дом 1;
- 2006—2007 — Москва, 2-я Хуторская улица, дом 38;
- 2011—2014 — Москва, Зубовский бульвар, дом 4 (РИА «Новости»).

## Нагороди
Газета була нагороджена 
- орденом Дружби народів.